# 有芒鸭嘴草
有芒鸭嘴草（学名：[Ischaemum aristatum] 错误：{{Lang}}：文本有斜体标记（帮助））为禾本科鸭嘴草属下的一个种。

## 扩展阅读
- 維基物種上的相關：有芒鸭嘴草